# 蒋其润
蒋其润（2000年10月12日—），中国浙江省湖州市安吉县人，围棋职业六段棋手。他2013年入段，2017年9月升为五段，2019年9月升为六段。他进入2014年第21届中国新人王战4强，获2015年全国围棋个人赛男子乙组冠军和第3届全国智力运动会围棋少年赛冠军。2016年他代表中国获得第33届世界青少年围棋锦标赛青年组冠军。他2015年、2016年、2018年代表浙江队，2017年代表厦门队参加围甲联赛。